# 메이저 2nd
《메이저 2nd》(MAJOR 2nd)는 미쓰다 다쿠야가 원작한 야구 만화다. 원작 만화는 소학관의 소년 만화 잡지 《주간 소년 선데이》에서 연재되고 있으며 애니메이션은 2018년 4월 7일부터 9월 22일까지 1부가 NHK에서 방영했고, 2020년 4월 4일부터 11월 7일까지 2부를 방영했다.

## 소개
저자 미츠다에게는 'BUYUDEN'의 완결 이후 약 1년만의 《주간 소년 선데이》에서 연재작이 된다.
'MAJOR'의 속편을 시작한 경위에 대해 저자인 미츠다에 따르면 원래 이야기의 계속을 그리고 싶은 마음이 있던 것과 투수와 타자의 '만능선수'인 오타니 쇼헤이의 존재가 컸다고 한다. 만능선수의 아이디어는 전작에도 존재하고 있었지만, "현실성이 없다"며 배웅했다. 하지만 만능선수에 도전하고 있던 오타니 쇼헤이 같은 만화를 앞서가는 현실의 "괴물"을 보고 영감을 얻어 작품이 시작된 것이다.
제목의 '2nd'는 2세라는 의미가 담겨 있으며, 어린이 때부터 천재 고로와는 달리 범인의 다이고 훌륭한 아버지를 둔 이유의 2세의 고뇌와 좌절 등으로 어떻게 성장하고 어떤 야구 선수가 될지를 그린다.

## 줄거리
시게노 다이고는 어린 시절 현역 복귀 한 아버지 고로의 영향을 받아 「아버지처럼 프로 야구 선수가 되겠다」는 꿈을 안고 있었다. 초등학교 4 학년부터 본격적으로 야구를 하기 위해 미후네 리틀에 입단했지만, 아버지와 두 할아버지의 타고난 감각과 뛰어난 재능에 대해 비교당하면서 아버지에 대한 열등감과 죄책감을 안은 채 일단 야구를 그만두는 결정을 하고 만다. 이후 초등학교 6학년까지 어머니에 좌지우지되는 형태로 축구와 공부에 임하는 것도 오래 가지 않고 오히려 오랫동안 게임을 해왔지만 야구를 하고 싶다는 느낌은 완전히 잃지 않았음에도 발뺌하고 있었다.
다이고는 자신이 아닌 누나에게 아버지나 엄마의 타고난 재능이 전해졌다는 열등감과 섬세하고 비난 받기 쉬운 일면으로 인해 엄마의 염려와 달리 가족과 제대로 소통하지 못하면서 다른 이들에게 이해받을 수 없었던 것도 있어서인지 꼬여버린 성격이 되고, 그나마 친한 친구인 사쿠라 무츠코나 사토 미츠오의 긍정적인 감정이나 순종적인 반응도 솔직하게 받아 들여지지 않고 있었지만, 히카루과의 만남을 계기로 심경에 변화가 나타나기 시작하면서 우여곡절 겪어가며 다시 야구와 마주하기로 결정, 자신이 절망감으로 낙심한 채 떠났던 미후네 리틀로 다시 입단하게 된다.

## 등장인물
시게노다이고[주인공]